# Time Out with Britney Spears
Time Out with Britney Spears to pierwsze DVD amerykańskiej piosenkarki pop Britney Spears, materiał został nagrany w 1999 roku. DVD zadebiutowało na siedemnastej pozycji, a skończyło się na trzykrotnej platynie w USA.

## O DVD

### Wiadomości techniczne
- Oryginalny język: angielski
- Odtwarzanie Audio: angielski, angielski (Dolby Digital 5.1)
- Można oglądać łącznie lub w segmentach

### Materiał
- Wywiad z Britney

1. "(You Drive Me) Crazy" [The Stop Remix]
2. "Sometimes"
3. "...Baby One More Time"

- Koncert na Disney Chanell (pcionalne słowa na ekranie), śpiew "Born To Make You Happy" i "From the Bottom of My Broken Heart"
- Film mixowania utworów przez artystów z wytwórni Jive (Britney i inni), dwa mixy wykonane przez Britney ("...Baby One More Time", "Sometimes").